# Cornelia Schleime

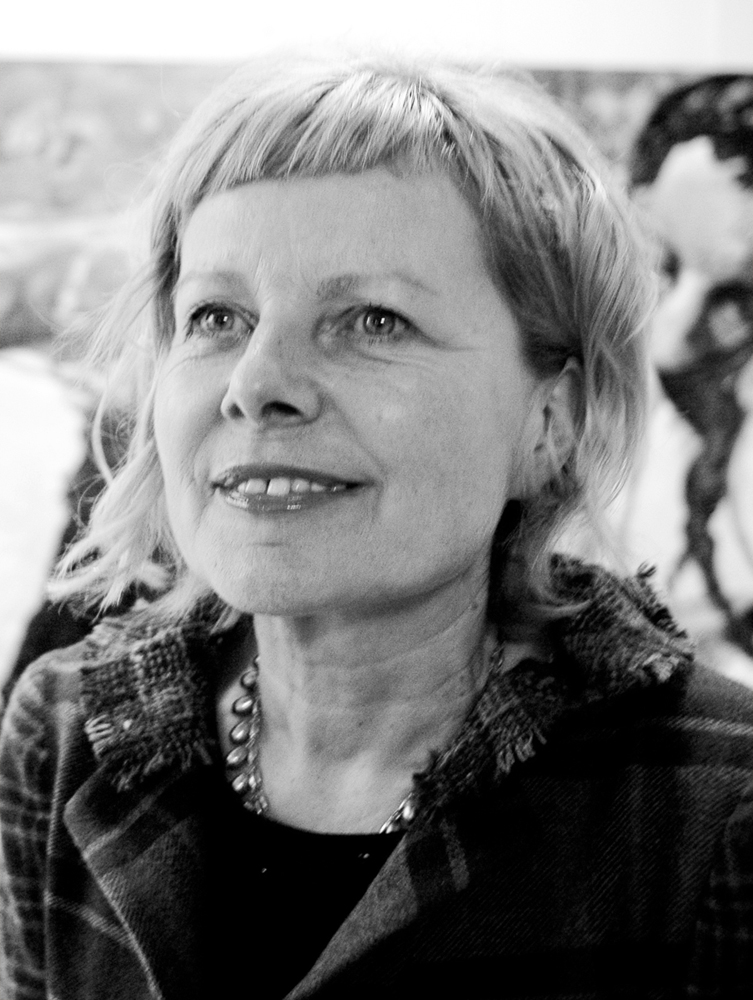
Cornelia Schleime, 2008

Cornelia Schleime (geboren 4. Juli 1953 in Berlin) ist eine deutsche Malerin, Performerin, Filmemacherin und Autorin. Sie erhielt mehrere bedeutende Kunstpreise in Deutschland.

## Leben
Im Osten Berlins 1953 geboren, absolvierte Schleime von 1970 bis 1975 eine Friseurlehre und ein Maskenbildner-Studium, bevor sie dann nach einer Episode als Pferdepflegerin 1975 ein Studium der Malerei und Grafik an der Hochschule für Bildende Künste Dresden begann. Mit ihren „Horizontebildern“ (Tusche auf Japanpapier) setzte sie sich über die Tradition der Dresdner Malerschule hinweg. Cornelia Schleime suchte nach Ausdrucksformen, die ihrem eigenen Lebensgefühl adäquat waren. Wichtig war für sie der ständige Prozess des Malens und Zeichnens selbst. Malen begann (und beginnt auch heute) für sie mit dem „Kratzen, Ritzen und Zeichen setzen – ein Prozess, vergleichbar dem automatischen Schreiben aus dem Unbewußten ohne vorgefaßte Idee, ohne Plan und Konzept“.
Schon vor ihrem Diplom im Jahr 1980 kamen als weitere künstlerische Ausdrucksform das Agieren im Raum und die Herstellung von Schmalfilmen hinzu. Im Schmalfilm Unter weißen Tüchern (1983) drückte Schleime latent feministisch die Situation von Frauen in der DDR aus: Fesselungen von weiblichen Figuren an Türen oder Wände bis zur mumienhaften Einwicklung symbolisieren Unbeweglichkeit und Gefangensein. Die Symbolik war damals leicht entschlüsselbar. Schleimes Kunst hatte so politische Relevanz.
Cornelia Schleime installierte anlässlich der inzwischen legendären „Türenausstellung“ im Herbst 1979 im ehemaligen Atelierhaus des Dresdner Spätromantikers Eduard Leonhardi einen „Raum des Dichters“. Die Beteiligung an dieser Ausstellung und ihre Körperaktionen hatten 1981 ein Ausstellungsverbot zur Folge. Aus dem für sie zu engen Kunstbegriff der Verbandsfunktionäre zog sie die Konsequenz und stellte einen Ausreiseantrag nach West-Berlin.
1979 gründete Cornelia Schleime gemeinsam mit Ralf Kerbach die Punkband „Zwitschermaschine“, in der sie selbst die Vokalistin war. Bis zur Auflösung 1983 gehörte sie zur Band. Ihre Nähe zur Punkszene drückte sich auch seit 1983 in der Mentorinnenfunktion für die Punkerin und angehende Undergroundkünstlerin Mita Schamal aus, die an Schleimes Experimentalfilm Das Puttennest (1984) als Performerin und Darstellerin mitgearbeitet hatte.
Im September 1984 wechselte die Künstlerin von Ost- nach West-Berlin. Im Zusammenhang mit dieser Ausreise aus der DDR verschwand fast das gesamte bislang geschaffene Œuvre – erhalten sind unter anderem einige Filme aus dieser Zeit. Im Nachhinein stellte man fest, dass sie in diesen Jahren intensiv von der Staatssicherheit der DDR beobachtet worden war (siehe Werk), unter anderem durch Berichte Sascha Andersons.
In den Folgejahren vollzog sich ein Paradigmenwechsel von den improvisierten und flüchtigen Figurinen ihrer Aquarelle und Tuschzeichnungen zur Auseinandersetzung mit Wahrnehmungen von Wahrnehmung und Bedingungen von Wahrnehmung. Ihre Übermalungen von Postkarten und Kunstreproduktionen sind eine Auseinandersetzung mit den Bildmedien und ihrer Reproduzierbarkeit. Mit minimalen Eingriffen bewirkte sie weitreichende Kontextverschiebungen und verwandelte Massenware in Unikate.
In den 1990er Jahren wandte Cornelia Schleime sich besonders der Malerei zu und entwickelte eine besondere Technik in der Verwendung von Schellack in Kombination mit Acrylfarben.
In dieser Zeit erhielt die Künstlerin eine Anzahl von Stipendien, die teilweise mit Arbeitsaufenthalten (New York – PS 1, Indonesien) verbunden waren. Seit dem Jahr 2000 ist sie Mitglied der Sächsischen Akademie der Künste in Dresden. 2004 erhielt sie den Gabriele Münter Preis und den Fred-Thieler-Preis.
Cornelia Schleime lebt und arbeitet in Berlin-Prenzlauer Berg und bei Neuruppin im Landkreis Ostprignitz-Ruppin.
Im Februar 2008 veröffentlichte sie mit Weit fort einen Roman, „der eigentlich eine Erzählung ist“. Hierin wird die Protagonistin Clara über die Begegnung mit einem durch eine Internet-Partnerbörse vermittelten Mann mit ihrer eigenen (von der Stasi bespitzelten) Vergangenheit konfrontiert. Die Kritik erkannte hierin unschwer „jenen Sascha Anderson…, der mit seinen Denunziationen unter den renitenten Künstlern der DDR wütete“.

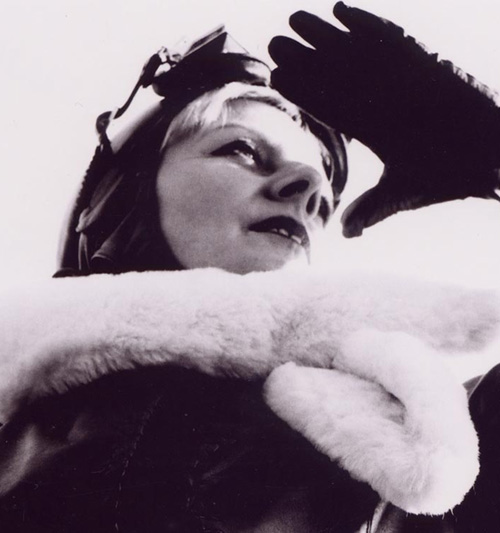
Cornelia Schleime, Selbstporträt als Pilotin, 2001

Im Herbst 2010 erschien mit In der Liebe und in der Kunst weiß ich genau, was ich nicht will ein umfangreiches Buch, das in intimer wie dokumentarischer Auswahl größtenteils noch unbekannte und überraschende Facetten des Werks vom Beginn bis heute zusammenträgt, darunter beispielsweise die bisher nur im Internet veröffentlichte „Stasi-Serie“, in der Schleime ironisch und reflektiert ihre Bespitzelungsakten des MfS mit fotografischen Inszenierungen konterkariert. Die ebenfalls vorgestellten bis dahin unbekannten lyrischen Fragmente, Gedichte, Statements sowie private Fotos der Künstlerin, Reise- und Bildtagebücher, Dokumentationen ihrer Filme und Inszenierungen vervollständigen das Bild, das man bislang von ihr als Malerin hatte.

## Werke
- Super-8-Filme (um 1980):
  - Das Nierenbett,
  - o.A.
  - Unter weißen Tüchern (1983)
  - Als die Bilder laufen lernten
  - Das Puttennest (1984), mit Mita Schamal
- Selbstinszenierungen (Auswahl):
  - Körpermalaktion (Hüppstedt 1981)
  - Mund auf Nase zu (1982)
  - My Chrysler (1989)
  - Selbstinszenierung mit Zopf (1993)
  - Die Stasiserie (1993) Die Serie gehört zu den eindringlichsten Arbeiten der Künstlerin. Nach dem Lesen ihrer Stasi-Akte hat sie zu Texten hieraus 14 fotografische Selbstinszenierungen produziert.
- Malerei: Neben der Arbeit an Werkgruppen wie Der Zopf (1996–1997), Die Nonnen (1999–2002) oder Die Päpste (2003) kehrt Cornelia Schleime immer wieder zur Anfertigung von Porträts zurück. So sind in den späten 1990er Jahren eine große Zahl von Kinderporträts entstanden, u. a. Ein Schiff wird kommen (1999, 145 × 480 cm)
- Zeichnungen: Zu ihrem Gesamtwerk gehört eine Vielzahl von Zeichnungen, die sie seit dem Dresdner Studium anfertigte
- Roman: Weit fort, Hoffmann und Campe Hamburg 2007
- Musik (1979–1983):
  - Schwarz / Weiß, Ende, Vierte Wurzel aus Zwitschermaschine, Zwitschermaschine in wechselnden Bandprojektnamen

## Ausstellungen (Auswahl)
| - 1996: Cornelia Schleime Solo, Galerie Schuster, Paris - 1999: Cornelia Schleime, erstmals vollständige Präsentation der Stasi-Serie, K.A.P. – Kunstverein auf dem Prenzlauer Berg, Berlin - 2003: Kunst in der DDR, Neue Nationalgalerie, Berlin - 2004: Berlin–Moskau / Moskau–Berlin 1950–2000, Tretjakov Gallery, Moskau - 2005: IBCA 2005, IBCA Biennale Prag - 2006: Life as a Legend: Marilyn Monroe, Kunsthaus Hamburg - 2007: GERMAN PAINTING, Marlborough Gallery, London - 2008 Cornelia Schleime: Blind Date, Galerie Michael Schultz, Berlin sowie Kunsthalle Tübingen - 2009: Kunst und Öffentlichkeit, Neuer Berliner Kunstverein | - 2009: STANDPUNKTE II 1986-2006, Museum Junge Kunst, Frankfurt (Oder) - 2010: Art of Two Germanys/Cold War Cultures, Deutsches Historisches Museum, Berlin - 2012: Cornelia Schleime. Galoppierende Träume. Porträts 1996-2008, Städtische Galerie Neunkirchen, Neunkirchen/Saar - 2016: Ich zeige nicht alles, Museum van Bommel van Dam, Venlo - 2019: Point of no Return, Museum der Bildenden Künste Leipzig - 2022: Cornelia Schleime. An den Ufern ferner Zungen (zweite Station), Kunstverein Münsterland - 2022: Broken Music Vol.2 / 70 Jahre Schallplatten u. Soundarbeiten v. Künstler*innen, Hamburger Bahnhof Nationalgalerie der Gegenwart - 2023: Focus Albertinum "Ich halte doch nicht die Luft an" Cornelia Schleime-frühe Arbeiten, Albertinum Dresden |

## Museen und öffentliche Sammlungen (Auswahl)
- Kunstmuseum Walter
- Kupferstichkabinett der Staatlichen Kunstsammlung Dresden
- Museum Meermanno Westreianum Den Haag
- Frissiras Museum, Athen
- Kupferstichkabinett Berlin
- Hessisches Landesmuseum Darmstadt
- Sammlung Berlinische Galerie Berlin, Martin-Gropius-Bau
- Deutscher Bundestag, Berlin
- Getty-Museum Los Angeles

## Preise und Auszeichnungen
- 2004: Fred-Thieler-Preis
- 2004: Gabriele Münter Preis, Berlin
- 2005: Award of excellent painting, National Art Museum of China, Beijing
- 2016: Hannah-Höch-Preis[8]
- 2023: Hans Platschek Preis für Schrift und Bild
- 2024: Ehrenpreis des brandenburgischen Ministerpräsidenten für das Lebenswerk, 21. Brandenburgischer Kunstpreis des Landes Brandenburg und der Stiftung Schloss Neuhardenberg
- 2025: Bundesverdienstkreuz am Bande[9]
- 2025: Berliner Bär (B.Z.-Kulturpreis)[10]